# Conquête héroïque
Pour plus de détails, voir Fiche technique et Distribution.
Conquête héroïque (La principessa delle Canarie) est un film italo-espagnol réalisé par Paolo Moffa et Carlos Serrano de Osma, sorti en 1954.

## Fiche technique
- Titre français : Conquête héroïque
- Titre original : La principessa delle Canarie
- Réalisation : Paolo Moffa et Carlos Serrano de Osma
- Scénario : Paolo Moffa et Antonio Pietrangeli d'après le roman de Juan del Río Ayala
- Photographie : Enzo Serafin
- Musique : Franco Ferrara
- Pays d'origine : Italie - Espagne
- Format : Noir et blanc — 35 mm — 1,37:1 — Son : Mono
- Genre : aventure
- Date de sortie : 1954

## Distribution
- Silvana Pampanini : Guayamina
- Marcello Mastroianni : Hernán
- Gustavo Rojo : Bentejui
- José María Lado : Sumo sacerdote
- Félix de Pomés : Guanazteml
- Julio Riscal : Pedro
- Elvira Quintillá : Tasirga